# Preprocesor jazyka C
Preprocesor jazyka C (anglicky The C preprocessor, zkratka cpp) je v informatice preprocesor používaný zejména při překladu zdrojových kódů programů napsaných v jazyce C. V mnoha implementacích se jedná o samostatný program spouštěný překladačem v rámci první fáze překladu. Preprocesor interpretuje jednoduché direktivy pro vložení zdrojového kódu z jiného souboru (#include), definice maker (#define) a podmíněné vložení kódu (#if). Jazyk direktiv preprocesoru není vázán na syntaxi jazyka C, takže preprocesor C lze využít i na zpracování jiných typů souborů.

## Fáze překladu zdrojového kódu v C
1. Nahrazení trigramů (v podstatě jde o escape sekvence, které umožňují zadávání potřebných 7bit ASCII znaků i z jiných, většinou starších kódových tabulek).
2. Spojení řádků – fyzické řádky zdrojového textu, které jsou zakončeny escape-sekvencí nového řádku (v podstatě jde o obrácené lomítko \ použité jako poslední znak na řádku), jsou spojeny do jediného logického řádku.
3. Tokenizace – preprocesor zalomí výsledek do posloupnosti tzv. tokenů preprocesoru a bílých znaků (mezery, tabelátory a konce řádků). Komentáře jsou nahrazeny bílým znakem.
4. Přepsání maker a provedení direktiv – v této fázi jsou expandována makra a provedeny direktivy, jako např. vložení zdrojového kódu z jiného souboru nebo vynechání části zdrojového kódu v případě podmíněného překladu.

## Direktivy preprocesoru

### Vkládání souborů
Nejčastěji využívanou direktivou preprocesoru je vložení jiného souboru:
```
#include
 
<stdio.h>

int
 
main
 
(
void
)

{

 
printf
(
"Hello, world!
\n
"
);

 
return
 
0
;

}

```

V tomto případě direktiva #include vložila na začátek zdrojového souboru obsah souboru stdio.h, který musí být v systému uložen ve specifickém adresáři (v unixových systémech v adresáři /usr/include).

### Podmíněný překlad
Direktivy #if, #ifdef, #ifndef, #else, #elif a #endif umožňují podmíněný překlad vybraných částí zdrojového kódu.
```
#define __WINDOWS__

#ifdef __WINDOWS__

#include
 
<windows.h>

#else

#include
 
<unistd.h>

#endif

```

Symbol není nutné definovat ve zdrojovém kódu, jako je tomu v předcházejícím příkladě s #define __WINDOWS__, ale lze jej definovat až při překladu jako jeden z atributů preprocesoru, popřípadě kompilátoru. Viz následující příklad:
```
#include
 
<stdio.h>

int
 
main
(
void
){

#ifdef CZ

 
printf
(
"Ahoj
\n
"
);

#else

 
printf
(
"Hello
\n
"
);

#endif

 
return
 
0
;

}

```

Při překladu pak použijeme:
```
$
gcc
 
-Wall
 
ahoj.c
 
-o
 
ahoj

$
./ahoj

Hello

$
gcc
 
-Wall
 
ahoj.c
 
-DCZ
 
-o
 
ahoj

$
./ahoj

Ahoj

```

Poprvé je soubor s kompilován bez definovaného symbolu CZ a v kódu bude tedy použit řádek printf("Hello\n");. V druhém případě je jedním z parametrů při volání kompilátoru -DCZ, takže symbol CZ bude nadefinován ještě před spuštěním preprocesoru a v kódu se proto použije řádek printf("Ahoj\n");. Následující příkaz ./ahoj spouští překompilovaný soubor.
Podmíněný překlad se často používá k tomu, aby zabránil vícenásobnému vložení téhož kódu. Následující příklad zajistí, že kód bude vložen pouze jednou, bez ohledu na to, kolikrát bude direktivou #include vložen soubor, který jej obsahuje. Konstrukce je užitečná při tvorbě složitějších programů, složených z mnoha souborů:
```
#ifndef SOUBOR_A

#define SOUBOR_A

...

kód

...

#endif

```

### Definice a expanze maker
Používají se dva základní typy definice maker. Jednak lze definovat makra bez parametru, která expandují vždy do stejné sekvence znaků (resp. tokenů), jednak lze definovat makra s parametry, které se z praktického hlediska chovají podobně jako funkce. Obecná syntaxe direktivy #define je:
```
#define <identifikátor> <seznam nahrazujících tokenů>

#define <identifikátor>(<seznam parametrů>) <seznam nahrazujících tokenů>

```

Speciálním případem je definice samotného identifikátoru, kterému není přiřazen žádný další seznam tokenů – příklad použití takovéto definice byl uveden v sekci Podmíněný překlad.
Příkladem makra, které nepřijímá žádné parametry, může být následující použití preprocesoru k definici číselné konstanty:
```
#define PI 3.14159

```

Příkladem makra, které přijímá parametr (argument):
```
#define RADTODEG(x) ((x) * 57.29578)

```

Při použití takto definovaného makra se nesmí mezi názvem makra a závorkou, ve které je uveden jeden nebo více parametrů (argumentů), vyskytovat žádné bílé znaky (tj. nesmí tam být uvedena mezera).
Specifickým rysem maker C preprocesoru z hlediska programování v jazyce C je to, že jde pouze o zestručněný zápis zdrojového kódu (podobně jako v případě některých skriptovacích jazyků) – nikoliv o skutečnou definici funkce. Proto parametry maker nepodléhají typové kontrole jazyka C. Tento zápis se nechová jako funkce a někdy to může vést k obtížně odhalitelným chybám. Například v tomto případě, kde je makro NASOBEK definováno takto:
```
#define NASOBEK(a,b) a*b

```

a je použité ve výrazu:
```
c
=
NASOBEK
(
2
+
2
,
5
+
5
)

```

bude expandováno jako:
```
c
=
2
+
2
*
5
+
5

```

Výsledek není mylně očekávaných 40 ale 17. Takové chybě se dá v tomto konkrétním případě zabránit uzavřením matematického výrazu do závorek (podobně jako u ukázkového makra RADTODEG(x) v předchozím příkladu). Obecným řešením je nepoužívání nadměrně komplikovaných maker. V tomto konkrétním případě stačí dané makro přepsat jako:
```
#define NASOBEK(a,b) ((a)*(b))

```

Obtížněji řešitelným problémem je tzv. vícenásobná evaluace (vyhodnocení) parametrů makra – pokud je parametrem makra např. volání funkce, tak na rozdíl od obyčejného volání funkce, kdy by byla funkce zavolána jen jednou a pak se pracovalo s její návratovou hodnotu, je v případě makra funkce zavolána pokaždé, když se definice makra odkazuje na daný parametr. Kromě volání funkcí je toto chování nepříjemné např. i při použití specifických C operátorů jako ++, −− apod.
Pokud je to potřeba, lze definici makra zrušit (odstraňuje makra s parametry i makra bez parametru):
```
#undef <identifikátor>

```

### Speciální makra a direktivy
Preprocesor jazyka C obsahuje speciální předdefinovaná makra, která mohou být použita, aniž by byla někde definována. Mezi standardní předdefinovaná makra patří například __FILE__ a __LINE__, které jsou preprocesorem rozepsána na aktuální název souboru a číslo řádku. Tato makra najdou využití například ve výpisu chybových či vývojových zpráv:
```
fprintf (stderr, "Internal error: Zaporna delka retezce %d v souboru %s, na radku %d.", length, __FILE__, __LINE__);
```

S hodnotami maker __FILE__ i __LINE__ můžeme manipulovat pomocí direktivy #line. Direktiva #line určuje číslo řádku a název souboru následujícího řádku, před kterým je definována. Například:
```
#line 314 "soubor.c"
printf("radek=%d soubor=%s\n", __LINE__, __FILE__);
```

vygeneruje následující:
```
printf("radek=%d soubor=%s\n", 314, "soubor.c");
```

Mezi další standardní makra patří třeba také __DATE__ pro aktuální datum a __TIME__ pro aktuální čas.
Více informací o předdefinovaných makrech lze nalézt v online dokumentaci.

### Ustálené zvyklosti
Existuje nezávazná konvence využití dostupného prostoru jmen, podle které jsou v názvech maker preprocesoru jazyka C vždy používána pouze velká písmena A–Z (spolu s číslicemi a podtržítky), zatímco názvy funkcí a proměnných v C jsou obvykle tvořená pouze malými písmeny a–z (spolu s číslicemi a podtržítky, někdy je použita kombinace velkých a malých písmen). Nicméně jde pouze o konvenci usnadňující čtení zdrojového kódu: lze použít i názvy maker tvořené malými písmeny nebo kombinací velkých a malých písmen (stejně tak lze pojmenovat funkce a proměnné v C naopak velkými písmeny).